# フォレストホールディングス
株式会社フォレストホールディングスは、株式会社アステムをはじめとする医薬品、医療機器の卸販売等の事業を行う企業の株式を保有する純粋持株会社である。当社を中心とする企業グループは、フォレストグループと呼ばれる。

## 沿革
- 2008年5月22日 - 株式会社アステムの取締役会において、純粋持株会社設立を決定。
- 2008年10月1日 - 株式会社アステムからの単独株式移転により、完全親会社として設立。
- 2010年4月28日 - うすき製薬株式会社と事業承継及び子会社化の基本合意書を締結[2]。

## 関連会社
- 株式会社アステム
- 株式会社リードヘルスケア
- 株式会社サン・ダイコー
- 株式会社リンテック
- 株式会社ユニファ
- 株式会社ダイコー沖縄
- 藤村薬品株式会社
- 株式会社セーフマスター
- 株式会社アステムサービス
- 株式会社キョーハイ
- 株式会社ohana本舗